# Chlamydophila pneumoniae
Chlamydophila pneumoniae (in passato denominata Chlamydia pneumoniae) è un batterio gram-negativo, patogeno per l'uomo, intracellulare obbligato, responsabile di una forma di polmonite atipica a interessamento interstiziale, sia in comunità che nosocomiale.

## Ciclo replicativo e patogenesi

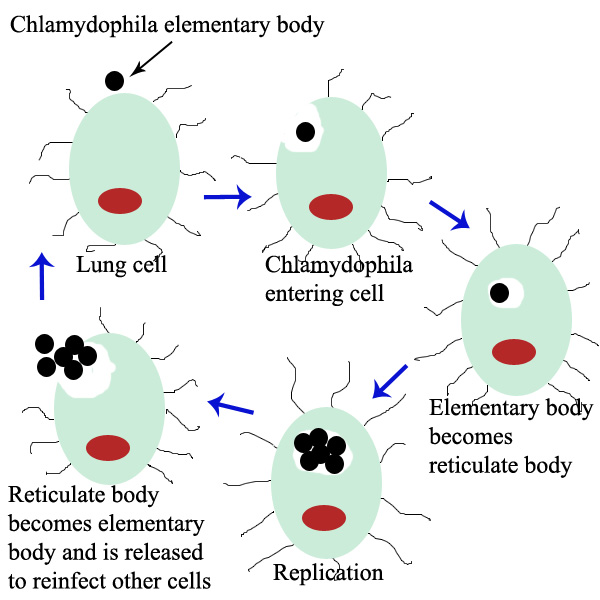
Ciclo replicativo di Chlamydophila pneumoniae

Diffusa per via aerea, C. pneumoniae può infettare, all'interno dell'albero respiratorio, sia macrofagi alveolari che cellule dell'epitelio respiratorio (pneumociti).
L'infezione comunque si presenta non focalizzata (diversamente dalla polmonite lobare) e senza infiltrato alveolare, ma determina un ispessimento dei setti alveolari (polmonite interstiziale, appunto), con la conseguente alterazione della funzionalità respiratoria e l'opacizzazione del radiogramma del torace.
Il batterio esiste extracellularmente e invade le cellule sotto forma di corpi elementari (EB, elementary bodies): forme di resistenza, metabolicamente inattive, caratterizzate da:
- dimensione 0,2 µm (siamo ai limiti inferiori tra i batteri);
- aspetto elettrondenso alla microscopia elettronica, per la forte compattazione della cromatina: il DNA di Chlamydophila si lega strettamente alle proteine istoniche
- resistenza alla digestione enzimatica con tripsina.

L'ingresso nella cellula è mediato dall'incorporazione in fagosomi, che normalmente andrebbero ben presto a fondersi con vescicole lisosomiali (contenenti idrolasi acide) per digerire e sterilizzare il contenuto. Chlamydophila però sopravvive nei fagosomi, perché entro un'ora dall'entry, nel contesto della progressiva riattivazione della sua espressione genica (resa possibile dall'utilizzo di nucleotidi forniti dalla cellula-ospite, dal momento che il batterio non è in grado di sintetizzarli), induce la trascrizione della proteina CT147, prodotto di uno dei 29 immediate early genes (o "geni precocissimi"). Questa proteina blocca proprio la fusione tra fagosoma e lisosoma, ed è determinante per la sopravvivenza del batterio.
Con la successiva espressione di early genes ("geni precoci"), il corpo elementare si attiva completamente, acquisendo il nome di corpo reticolare (RB, reticular body) – forma questa caratterizzata da:
- dimensione maggiore;
- aspetto meno elettrondenso, per la distensione e attivazione trascrizionale della cromatina;
- attivazione metabolica e replicativa.

I corpi reticolari, che grazie ai geni precoci si preparano alla divisione cellulare, moltiplicandosi danno origine ai cosiddetti corpi inclusi, il tipico reperto morfologico di C. pneumoniae, rappresentati dalla dilatazione del compartimento fagosomiale grazie a cui il batterio è entrato nella cellula ospite.
L'ultima serie di geni espressi dal batterio costituisce i late genes ("geni tardivi"), tra cui le proteine istoniche, e le proteine di superficie, che serviranno a Chlamydophila per lisare la cellula-ospite, consentendo alla progenie batterica di diffondersi e infettare nuove cellule. Tra le proteine di superficie, ricordiamo:
- OmcA e OmcB (Outer membrane complex A e B), che si associano in un complesso multiproteico insieme a
- MOMP (Major outer membrane protein), porina ricca di cisteina, che trimerizzando forma un canale ionico parzialmente selettivo.

Essendo espresse in membrana cellulare, queste proteine di superficie di C. pneumoniae sono tra i pochi prodotti genici del batterio a essere potenziali buoni target antigenici per un'ipotetica vaccinazione – infatti, la gran parte della replicazione intracellulare del batterio avviene in un compartimento (i "corpi inclusi", appunto) segregato sia dall'attacco lisosomiale che dalla conseguente presentazione antigenica.
Le forme cellulari generate con la replicazione di Chlamydophila possono essere di due tipi:
- forme di resistenza, ovvero nuovi corpi elementari;
- forme di persistenza, corpi reticolari.

Lo switch verso quest'ultima forma, clinicamente più grave, perché predisponente alla cronicizzazione dell'infezione (come infezione persistente o a riattivazione occasionale), può essere a volte determinato da un'inappropriata terapia antibiotica (ad esempio, con penicilline – inefficaci invece a uccidere il batterio, in quanto la sua parete cellulare non contiene l'usuale peptidoglicano, essendo di natura soprattutto proteica.

## Diagnosi
Per la diagnosi di un'infezione polmonare da C. pneumoniae, alcuni criteri generali sono:
- all'anamnesi, il paziente riferisce un esordio graduale, insidioso (al contrario di una polmonite tipica, es. da Streptococcus pneumoniae, caratterizzato dal tipico esordio brusco con febbre, dispnea e tosse produttiva con abbondante catarro);
- all'esame obiettivo, si può notare magari soltanto una generica tosse secca, non produttiva (mentre in una polmonite piogenica, l'addensamento lobare costituito dall'infiltrato polimorfonucleato è facilmente riconoscibile all'auscultazione);
- il radiogramma del torace può mostrare, come anzidetto, un ispessimento interstiziale (a differenza dell'evidente quadro di polmonite lobare).

Il sospetto diagnostico che emerge dalla visita oggi viene confermato soprattutto dalla diagnostica molecolare, con la ricerca di elementi genici di Chlamydophila via PCR (es. il "plasmide criptico", presente in più copie in ogni cellula batterica).

## Terapia
Essendo C. pneumoniae un batterio intracellulare, la terapia antibiotica è orientata su classi di molecole caratterizzate dalla facile penetrazione anche in cellule eucariotiche (cellula-ospite): chinoloni e macrolidi, insieme alle tetracicline.
I beta-lattamici, così importanti per il trattamento delle polmoniti tipiche, in questo caso, anche per la natura proteica della parete cellulare di C. pneumoniae, non rivestono alcuna utilità; anzi, possono favorire quel quadro di resistenza e cronicizzazione dell'infezione sopra menzionato.